# Caprimulg

Păpăluda (Caprimulgus europaeus), numită și rândunică-de-noapte sau lipitoare, este o pasăre arboricol-terestră nocturnă și crepusculară, insectivoră, migratoare, de talia unui cuc, cu capul lat și corpul turtit, cu ochi mari, globuloși, adaptați la vederea în întuneric și cu gura foarte mare, corp turtit, penaj brun, cu diferite dungi și pete, care imită perfect, ca desen, scoarța arborilor (homocromie), ceea ce o face de neobservat când stă în repaus; penajul este moale (zboară fără zgomot).